# Municipio de San Pedro Juchatengo
El municipio de San Pedro Juchatengo es uno de los 570 municipios que se encuentra en la región de la Costa en el estado de Oaxaca y forma parte del distrito de Juquila. Se encuentra situado bajo los paralelos 16°20′35″ latitud norte del trópico de cáncer y los meridianos 97° 05' 15" longitud oeste del meridiano de Greenwich. Su distancia a la capital del estado es de unos 131 kilómetros. La superficie que cubre a todo el municipio de San Pedro Juchatengo es de aprox. 108.44 kilómetros cuadrados. Dicho lugar se localiza en la región rodeado de los cerros como la trompeta, picacho, jicara, corral de piedra y el mogote del águila. La altitud promedio del municipio es de 860 metros sobre el nivel del mar.
Por la posición territorial que tiene en el mapa de la República Mexicana, sus colindancias son al norte con los municipios de Santiago Minas y Villa Sola de Vega, al sur con San Juan Lachao y Santa Catarina Juquila, al oriente con San Jerónimo Coatlán y en la parte poniente colinda con el municipio de Santa Catarina Juquila. La institución mexicana de censos "Instituto Nacional de Estadística y Geografía" realizó el conteo de población y vivienda en el 2010 en todos los estados y municipios del país. Publicó los resultados obtenidos y éstos fueron que el municipio de San Pedro Juchatengo cuenta con un total de 1,693 habitantes.

## Límites municipales
Tiene límites administrativos con los siguientes municipios y/o accidentes geográficos, según su ubicación:
|                               | Norte: Villa Sola de Vega |                            |
| Oeste: Santa Catarina Juquila |                           | Este: San Jerónimo Coatlán |
|                               | Sur: San Juan Lachao      |                            |